# Temporada 2013 del Campeonato Mundial de Resistencia de la FIA

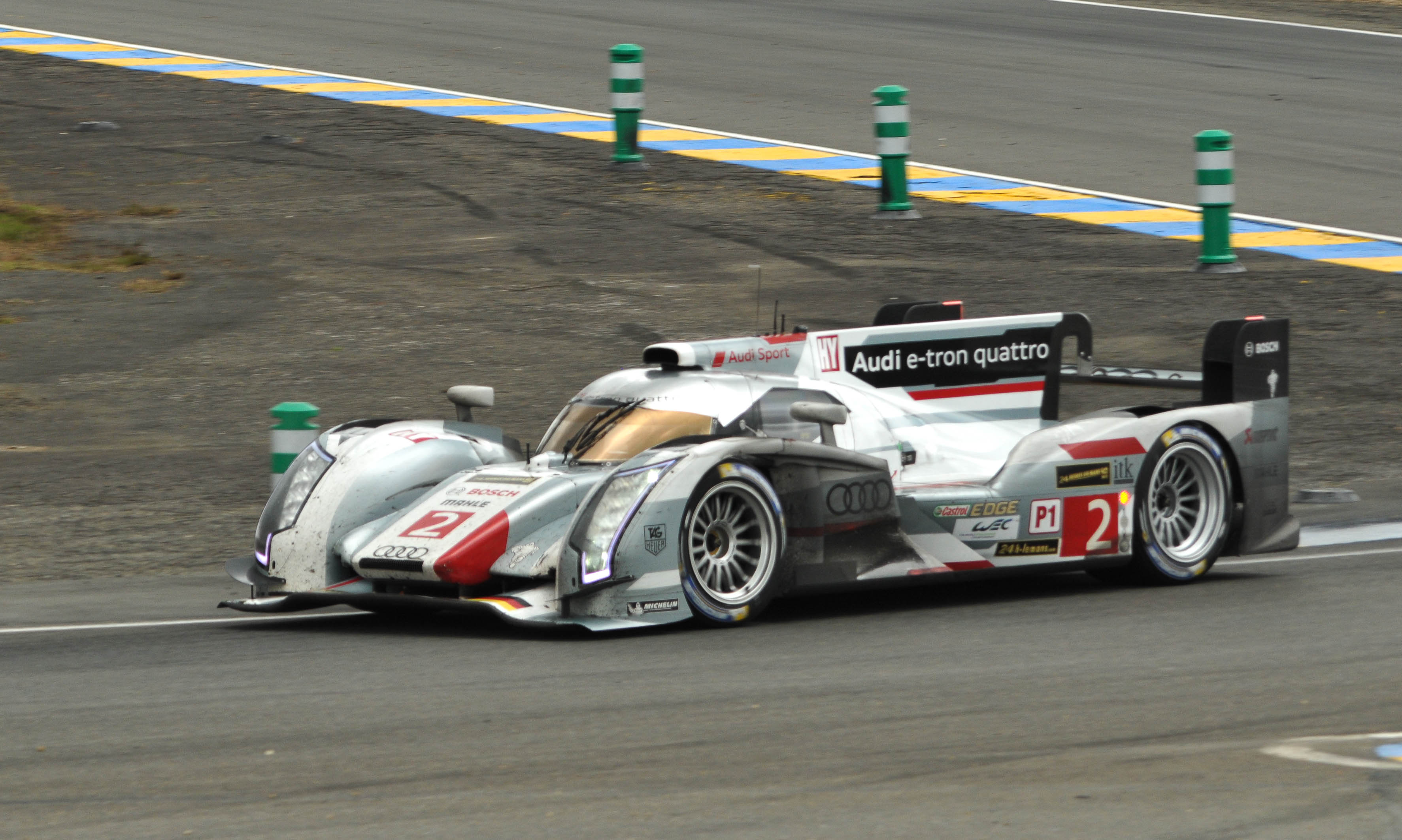
Audi ganó el 2013 Campeonato Mundial de Resistencia para constructores 2013

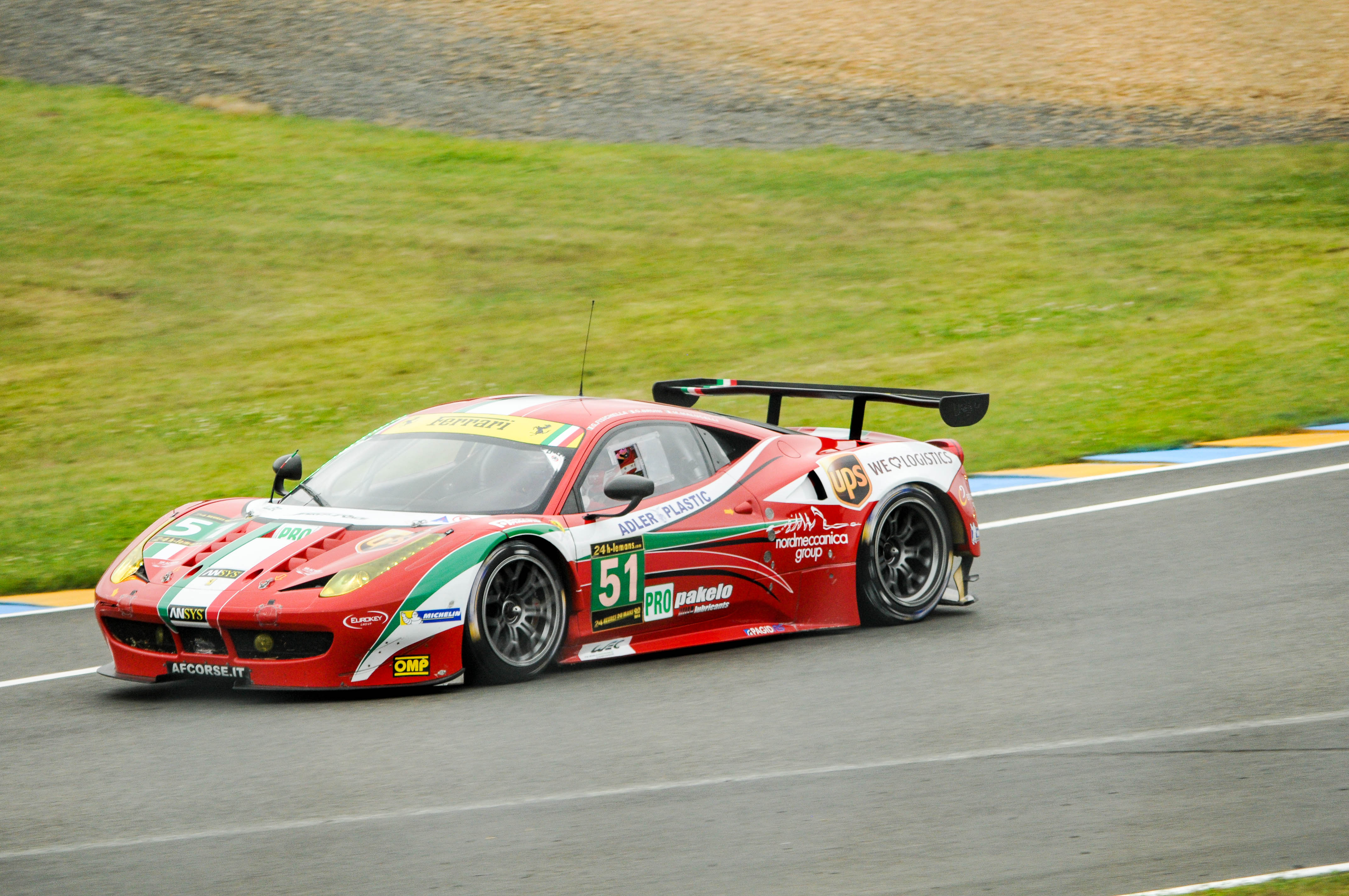
Ferrari ganó la Copa del Mundo de Resistencia de constructores de GT 2013

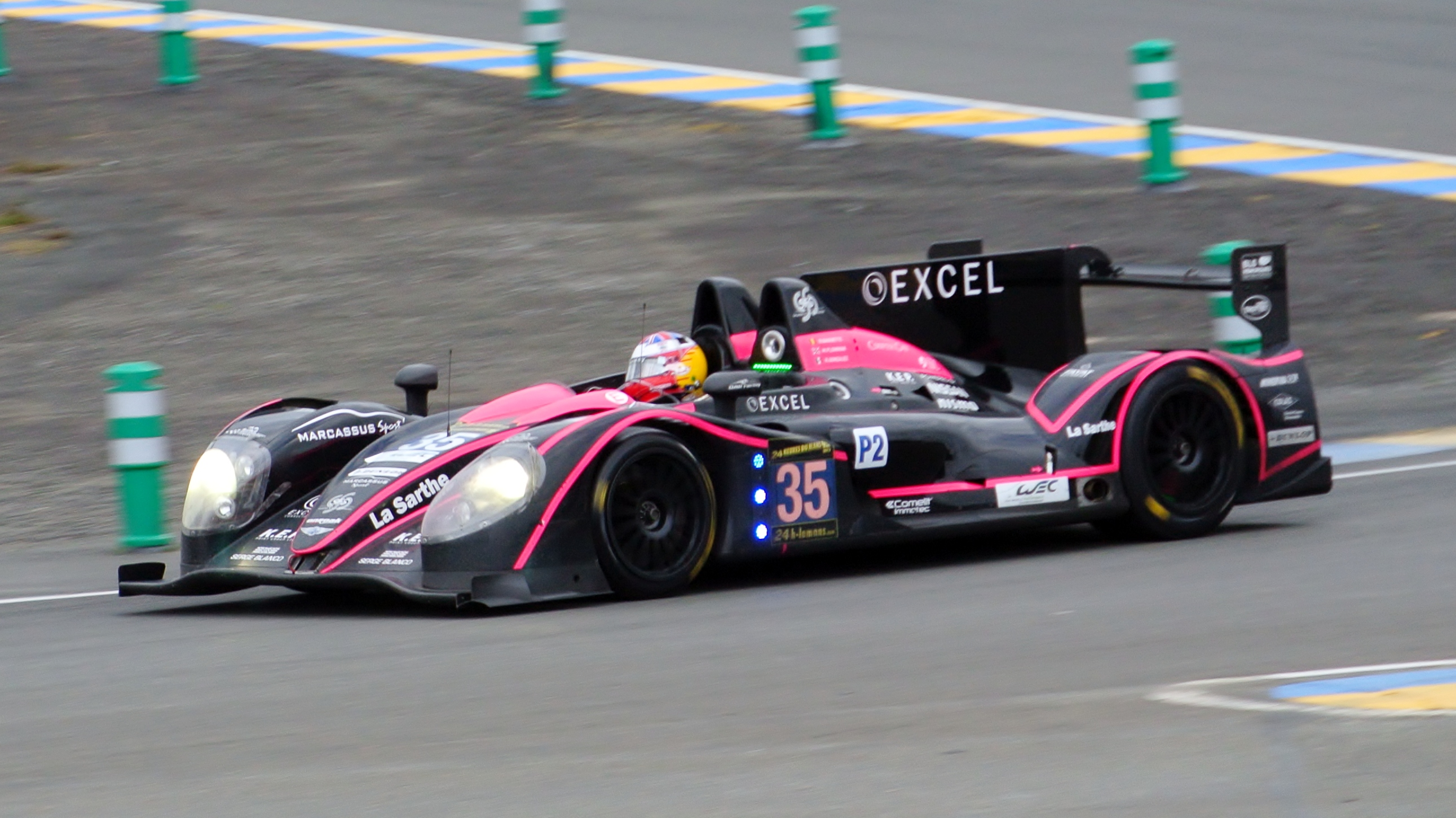
OAK Racing ganó el Trofeo de resistencia de la FIA para equipos LMP2 2013

La temporada 2013 del Campeonato Mundial de Resistencia de la FIA fue la segunda edición del Campeonato Mundial de Resistencia de la FIA. Fue coorganizado por la Federación Internacional del Automóvil (FIA) y Automobile Club de l'Ouest (ACO). La temporada contiene 8 carreras, dentro de las cuales están las 24 Horas de Le Mans. Empezó el 14 de abril con las 6 Horas de Silverstone y terminó el 30 de noviembre con las 6 Horas de Baréin.

## Calendario
| Ronda | Carrera                              | Circuito                           | Ubicación                | Fecha            |
| ----- | ------------------------------------ | ---------------------------------- | ------------------------ | ---------------- |
| 1     | 6 Horas de Silverstone               | Circuito de Silverstone            | Silverstone, Reino Unido | 14 de abril      |
| 2     | 6 Horas de Spa-Francorchamps         | Circuito de Spa-Francorchamps      | Spa, Bélgica             | 4 de mayo        |
| 3     | 24 Horas de Le Mans                  | Circuito de la Sarthe              | Le Mans, Francia         | 22 y 23 de junio |
| 4     | 6 Horas de São Paulo                 | Autódromo José Carlos Pace         | São Paulo, Brasil        | 1 de septiembre  |
| 5     | 6 Horas del Circuito de las Américas | Circuito de las Américas           | Austin, Estados Unidos   | 22 de septiembre |
| 6     | 6 Horas de Fuji                      | Fuji Speedway                      | Shizuoka, Japón          | 20 de octubre    |
| 7     | 6 Horas de Shanghái                  | Circuito Internacional de Shanghái | Shanghái, China          | 9 de noviembre   |
| 8     | 6 Horas de Baréin                    | Circuito Internacional de Baréin   | Sakhir, Baréin           | 30 de noviembre  |

## Escuderías y pilotos
El Campeonato del Mundo de Resistencia recibió entradas en cuatro clases, incluyendo Le Mans Prototype 1 (LMP1), Le Mans Prototype 2 (LMP2), Le Mans Grand Touring Endurance - Profesional (LMGTE Pro) y Le Mans Grand Touring Resistencia - Amateur (LMGTE Am) . La lista de entradas para la temporada 2013 fue lanzada por el Automóvil Club de l'Ouest el 1 de febrero, e incluyó seis LMP1 y doce LMP2, seis entradas LMGTE Pro y ocho LMGTE Am, con lo que la red completa hasta treinta y dos Entrantes. Dos equipos LMP2, Starworks Motorsport y HVM Status GP retiraron posteriormente sus entradas de la temporada completa, citando una falta de financiación.
| Escudería               | Automóvil                 | Neu. | N.º  | Pilotos                | Pilotos                  | Pilotos              | Rondas    |
| LMP1                    | LMP1                      | LMP1 | LMP1 | LMP1                   | LMP1                     | LMP1                 | LMP1      |
| ----------------------- | ------------------------- | ---- | ---- | ---------------------- | ------------------------ | -------------------- | --------- |
| Audi Sport Team Joest   | Audi R18 e-tron quattro   | M    | 1    | André Lotterer         | Marcel Fässler           | Benoît Tréluyer      | Todas     |
| Audi Sport Team Joest   | Audi R18 e-tron quattro   | M    | 2    | Tom Kristensen         | Loïc Duval               | Allan McNish         | Todas     |
| Audi Sport Team Joest   | Audi R18 e-tron quattro   | M    | 3    | Marc Gené              | Lucas Di Grassi          | Oliver Jarvis        | 2-3       |
| Toyota Racing           | Toyota TS030 Hybrid       | M    | 7    | Alexander Wurz         | Nicolas Lapierre         |                      | 1, 7      |
| Toyota Racing           | Toyota TS030 Hybrid       | M    | 7    | Alexander Wurz         | Nicolas Lapierre         | Kazuki Nakajima      | 2-3, 6, 8 |
| Toyota Racing           | Toyota TS030 Hybrid       | M    | 8    | Anthony Davidson       | Sébastien Buemi          | Stéphane Sarrazin    | Todas     |
| Rebellion Racing        | Lola B12/60 Coupé-Toyota  | M    | 12   | Nicolas Prost          | Neel Jani                | Nick Heidfeld        | 1-3       |
| Rebellion Racing        | Lola B12/60 Coupé-Toyota  | M    | 12   | Nicolas Prost          | Mathias Beche            | Nick Heidfeld        | 4-5       |
| Rebellion Racing        | Lola B12/60 Coupé-Toyota  | M    | 12   | Andrea Belicchi        | Mathias Beche            |                      | 6         |
| Rebellion Racing        | Lola B12/60 Coupé-Toyota  | M    | 12   | Andrea Belicchi        | Mathias Beche            | Congfu Cheng         | 7         |
| Rebellion Racing        | Lola B12/60 Coupé-Toyota  | M    | 12   | Andrea Belicchi        | Mathias Beche            | Nicolas Prost        | 8         |
| Rebellion Racing        | Lola B12/60 Coupé-Toyota  | M    | 13   | Andrea Belicchi        | Mathias Beche            | Congfu Cheng         | 1-3       |
| Strakka Racing          | HPD ARX-03c-Honda         | M    | 21   | Jonny Kane             | Nick Leventis            | Danny Watts          | 1-3       |
| LMP2                    |                           |      |      |                        |                          |                      |           |
| OAK Racing              | Morgan-Nissan             | D    | 24   | Olivier Pla            | David Heinemeier Hansson | Alex Brundle         | Todas     |
| OAK Racing              | Morgan-Nissan             | D    | 35   | Bertrand Baguette      | Ricardo González         | Martin Plowman       | Todas     |
| OAK Racing              | Morgan-Nissan             | D    | 45   | Jacques Nicolet        | Jean-Marc Merlin         |                      | 1-2       |
| OAK Racing              | Morgan-Nissan             | D    | 45   | Jacques Nicolet        | Jean-Marc Merlin         | Philippe Mondolot    | 3         |
| OAK Racing              | Morgan-Nissan             | D    | 45   | Jacques Nicolet        | Jean-Marc Merlin         | Keiko Ihara          | 4         |
| OAK Racing              | Morgan-Nissan             | D    | 45   | Jacques Nicolet        | Jean-Marc Merlin         | Erik Maris           | 5         |
| OAK Racing              | Morgan-Nissan             | D    | 45   | Jacques Nicolet        | Keiko Ihara              |                      | 6         |
| OAK Racing              | Morgan-Nissan             | D    | 45   | Jacques Nicolet        | Keiko Ihara              | David Cheng          | 7-8       |
| Delta-ADR               | Oreca 03-Nissan           | D    | 25   | Tor Graves             | Antônio Pizzonia         | James Walker         | 1-2       |
| Delta-ADR               | Oreca 03-Nissan           | D    | 25   | Tor Graves             | Shinji Nakano            | Archie Hamilton      | 3         |
| Delta-ADR               | Oreca 03-Nissan           | D    | 25   | Tor Graves             | James Walker             | Robbie Kerr          | 4         |
| Delta-ADR               | Oreca 03-Nissan           | D    | 25   | Tor Graves             | James Walker             | Rudy Junco           | 5         |
| Delta-ADR               | Oreca 03-Nissan           | D    | 25   | Tor Graves             | James Walker             | Shinji Nakano        | 6         |
| Delta-ADR               | Oreca 03-Nissan           | D    | 25   | Tor Graves             | Robbie Kerr              | Craig Dolby          | 7         |
| Delta-ADR               | Oreca 03-Nissan           | D    | 25   | Fabien Giroix          | Robbie Kerr              | Craig Dolby          | 8         |
| G-Drive Racing          | Oreca 03-Nissan           | D    | 26   | Roman Rusinov          | John Martin              | Mike Conway          | Todas     |
| Gulf Racing Middle East | Lola B12/80 Coupé-Nissan  | D    | 28   | Fabien Giroix          | Keiko Ihara              | Frédéric Fatien      | 2         |
| Gulf Racing Middle East | Lola B12/80 Coupé-Nissan  | D    | 28   | Fabien Giroix          | Keiko Ihara              | Philippe Haezebrouck | 3         |
| Lotus                   | Lotus T128                | D    | 31   | Kevin Weeda            | Vitantonio Liuzzi        | Christophe Bouchut   | 1, 7      |
| Lotus                   | Lotus T128                | D    | 31   | Kevin Weeda            | Vitantonio Liuzzi        | James Rossiter       | 2, 5-6    |
| Lotus                   | Lotus T128                | D    | 31   | Kevin Weeda            | Christophe Bouchut       | James Rossiter       | 3         |
| Lotus                   | Lotus T128                | D    | 31   | Kevin Weeda            | Christophe Bouchut       | 4                    |           |
| Lotus                   | Lotus T128                | D    | 31   | Kevin Weeda            | Vitantonio Liuzzi        | Lucas Auer           | 8         |
| Lotus                   | Lotus T128                | D    | 32   | Thomas Holzer          | Dominik Kraihamer        | Jan Charouz          | Todas     |
| Greaves Motorsport      | Zytek Z11SN-Nissan        | D    | 41   | Chris Dyson            | Michael Marsal           | Tom Kimber-Smith     | 1-2       |
| Greaves Motorsport      | Zytek Z11SN-Nissan        | D    | 41   | Alexander Rossi        | Eric Lux                 | Tom Kimber-Smith     | 3         |
| Greaves Motorsport      | Zytek Z11SN-Nissan        | D    | 41   | Christian Zugel        | Gunnar Jeannette         | Björn Wirdheim       | 4         |
| Greaves Motorsport      | Zytek Z11SN-Nissan        | D    | 41   | Christian Zugel        | Chris Dyson              | Tom Kimber-Smith     | 5         |
| Greaves Motorsport      | Zytek Z11SN-Nissan        | D    | 41   | Björn Wirdheim         | Mark Shulzhitskiy        | Eric Lux             | 7         |
| Greaves Motorsport      | Zytek Z11SN-Nissan        | D    | 41   | Björn Wirdheim         | Wolfgang Reip            | Jon Lancaster        | 8         |
| Greaves Motorsport      | Zytek Z11SN-Nissan        | D    | 42   | Jann Mardenborough     | Lucas Ordóñez            | Michael Krumm        | 3         |
| PeCom Racing            | Oreca 03-Nissan           | M    | 49   | Luis Pérez Companc     | Pierre Kaffer            | Nicolas Minassian    | Todas     |
| LMGTE Pro               |                           |      |      |                        |                          |                      |           |
| AF Corse                | AF Corse                  | M    | 51   | Gianmaria Bruni        | Giancarlo Fisichella     |                      | 1-2, 4-7  |
| AF Corse                | AF Corse                  | M    | 51   | Gianmaria Bruni        | Giancarlo Fisichella     | Matteo Malucelli     | 3         |
| AF Corse                | AF Corse                  | M    | 51   | Gianmaria Bruni        | Toni Vilander            |                      | 8         |
| AF Corse                | AF Corse                  | M    | 71   | Kamui Kobayashi        | Toni Vilander            |                      | 1-2, 4-7  |
| AF Corse                | AF Corse                  | M    | 71   | Kamui Kobayashi        | Toni Vilander            | Olivier Beretta      | 3         |
| AF Corse                | AF Corse                  | M    | 71   | Kamui Kobayashi        | Giancarlo Fisichella     |                      | 8         |
| Porsche AG Team Manthey | Porsche 911 RSR           | M    | 91   | Jörg Bergmeister       | Patrick Pilet            | Timo Bernhard        | 1-3       |
| Porsche AG Team Manthey | Porsche 911 RSR           | M    | 91   | Jörg Bergmeister       | Patrick Pilet            | 4-8                  |           |
| Porsche AG Team Manthey | Porsche 911 RSR           | M    | 92   | Marc Lieb              | Richard Lietz            | Romain Dumas         | 1-3       |
| Porsche AG Team Manthey | Porsche 911 RSR           | M    | 92   | Marc Lieb              | Richard Lietz            | 4-8                  |           |
| Aston Martin Racing     | Aston Martin Vantage V8   | M    | 97   | Darren Turner          | Stefan Mücke             | Bruno Senna          | 1         |
| Aston Martin Racing     | Aston Martin Vantage V8   | M    | 97   | Darren Turner          | Stefan Mücke             | Peter Dumbreck       | 2-3       |
| Aston Martin Racing     | Aston Martin Vantage V8   | M    | 97   | Darren Turner          | Stefan Mücke             | 4, 7-8               |           |
| Aston Martin Racing     | Aston Martin Vantage V8   | M    | 97   | Darren Turner          | Stefan Mücke             | Oliver Gavin         | 5         |
| Aston Martin Racing     | Aston Martin Vantage V8   | M    | 97   | Darren Turner          | Stefan Mücke             | Frédéric Makowiecki  | 6         |
| Aston Martin Racing     | Aston Martin Vantage V8   | M    | 98   | Bruno Senna            | Frédéric Makowiecki      | Rob Bell             | 2         |
| Aston Martin Racing     | Aston Martin Vantage V8   | M    | 98   | Paul Dalla Lana        | Pedro Lamy               | Bill Auberlen        | 3         |
| Aston Martin Racing     | Aston Martin Vantage V8   | M    | 98   | Paul Dalla Lana        | Pedro Lamy               | Richie Stanaway      | 4-5       |
| Aston Martin Racing     | Aston Martin Vantage V8   | M    | 99   | Paul Dalla Lana        | Pedro Lamy               | Frédéric Makowiecki  | 1         |
| Aston Martin Racing     | Aston Martin Vantage V8   | M    | 99   | Paul Dalla Lana        | Pedro Lamy               | Richie Stanaway      | 2         |
| Aston Martin Racing     | Aston Martin Vantage V8   | M    | 99   | Bruno Senna            | Rob Bell                 | Frédéric Makowiecki  | 3         |
| Aston Martin Racing     | Aston Martin Vantage V8   | M    | 99   | Bruno Senna            | Rob Bell                 | 4                    |           |
| Aston Martin Racing     | Aston Martin Vantage V8   | M    | 99   | Bruno Senna            | Frédéric Makowiecki      |                      | 5         |
| Aston Martin Racing     | Aston Martin Vantage V8   | M    | 99   | Pedro Lamy             | Richie Stanaway          |                      | 6         |
| Aston Martin Racing     | Aston Martin Vantage V8   | M    | 99   | Pedro Lamy             | Richie Stanaway          | Bruno Senna          | 7-8       |
| LMGTE Am                |                           |      |      |                        |                          |                      |           |
| Larbre Compétition      | Chevrolet Corvette C6-ZR1 | M    | 50   | Patrick Bornhauser     | Julien Canal             | Fernando Rees        | 1-2, 4-8  |
| Larbre Compétition      | Chevrolet Corvette C6-ZR1 | M    | 50   | Patrick Bornhauser     | Julien Canal             | Ricky Taylor         | 3         |
| Larbre Compétition      | Chevrolet Corvette C6-ZR1 | M    | 70   | Cooper MacNeil         | Manuel Rodrigues         | Philippe Dumas       | 3         |
| AF Corse                | Ferrari 458 Italia        | M    | 54   | Yannick Mallégol       | Jean-Marc Bachelier      | Howard Blank         | 2-3       |
| AF Corse                | Ferrari 458 Italia        | M    | 55   | Piergiuseppe Perazzini | Lorenzo Casè             | Darryl O'Young       | 3         |
| AF Corse                | Ferrari 458 Italia        | M    | 61   | Matt Griffin           | Jack Gerber              | Marco Cioci          | 1-7       |
| AF Corse                | Ferrari 458 Italia        | M    | 61   | Matt Griffin           | François Perrodo         | Emmanuel Collard     | 8         |
| Krohn Racing            | Ferrari 458 Italia        | M    | 57   | Tracy Krohn            | Niclas Jönsson           | Maurizio Mediani     | Todas     |
| IMSA Performance Matmut | Porsche 911 GT3 RSR       | M    | 67   | Pascal Gibon           | Patrice Milesi           | Wolf Henzler         | 3         |
| IMSA Performance Matmut | Porsche 911 GT3 RSR       | M    | 76   | Raymond Narac          | Jean-Karl Vernay         | Christophe Bourret   | 1, 3-4    |
| IMSA Performance Matmut | Porsche 911 GT3 RSR       | M    | 76   | Raymond Narac          | Jean-Karl Vernay         | 2, 5                 |           |
| IMSA Performance Matmut | Porsche 911 GT3 RSR       | M    | 76   | Raymond Narac          | Jean-Karl Vernay         | Markus Palttala      | 6-8       |
| 8 Star Motorsports      | Ferrari 458 Italia        | M    | 81   | Enzo Potolicchio       | Rui Águas                | Philipp Peter        | 1         |
| 8 Star Motorsports      | Ferrari 458 Italia        | M    | 81   | Enzo Potolicchio       | Rui Águas                | Matteo Malucelli     | 2, 5      |
| 8 Star Motorsports      | Ferrari 458 Italia        | M    | 81   | Enzo Potolicchio       | Rui Águas                | Jason Bright         | 3         |
| 8 Star Motorsports      | Ferrari 458 Italia        | M    | 81   | Enzo Potolicchio       | Rui Águas                | Davide Rigon         | 4, 6-8    |
| Proton Competition      | Porsche 911 RSR           | M    | 88   | Christian Ried         | Gianluca Roda            | Paolo Ruberti        | Todas     |
| Aston Martin Racing     | Aston Martin Vantage V8   | M    | 95   | Kristian Poulsen       | Christoffer Nygaard      | Allan Simonsen       | 1-3       |
| Aston Martin Racing     | Aston Martin Vantage V8   | M    | 95   | Kristian Poulsen       | Christoffer Nygaard      | Nicki Thiim          | 4-5, 7-8  |
| Aston Martin Racing     | Aston Martin Vantage V8   | M    | 95   | Kristian Poulsen       | Christoffer Nygaard      | Bruno Senna          | 6         |
| Aston Martin Racing     | Aston Martin Vantage V8   | M    | 96   | Jamie Campbell-Walter  | Stuart Hall              | Roald Goethe         | 1-3, 8    |
| Aston Martin Racing     | Aston Martin Vantage V8   | M    | 96   | Jamie Campbell-Walter  | Stuart Hall              | 4-5                  |           |
| Aston Martin Racing     | Aston Martin Vantage V8   | M    | 96   | Jamie Campbell-Walter  | Stuart Hall              | Jonathan Adam        | 6-7       |

## Resultados y estadísticas

### Resultados
| Rnd. | Circuito          | Ganadores LMP1                                     | Ganadores LMP2                                     | Ganadores LMGTE Pro                            | Ganadores LMGTE Am                                  | Resultados |
| ---- | ----------------- | -------------------------------------------------- | -------------------------------------------------- | ---------------------------------------------- | --------------------------------------------------- | ---------- |
| 1    | Silverstone       | No. 2 Audi Sport Team Joest                        | No. 25 Delta-ADR                                   | No. 97 Aston Martin Racing                     | No. 95 Aston Martin Racing                          | Resultados |
| 1    | Silverstone       | Allan McNish Tom Kristensen Loïc Duval             | Antônio Pizzonia Tor Graves James Walker           | Darren Turner Stefan Mücke Bruno Senna         | Allan Simonsen Christoffer Nygaard Kristian Poulsen | Resultados |
| 2    | Spa-Francorchamps | No. 1 Audi Sport Team Joest                        | No. 49 PeCom Racing                                | No. 51 AF Corse                                | No. 81 8 Star Motorsports                           | Resultados |
| 2    | Spa-Francorchamps | André Lotterer Benoît Tréluyer Marcel Fässler      | Luís Pérez Companc Pierre Kaffer Nicolas Minassian | Gianmaria Bruni Giancarlo Fisichella           | Enzo Potolicchio Rui Águas Matteo Malucelli         | Resultados |
| 3    | Le Mans           | No. 2 Audi Sport Team Joest                        | No. 35 OAK Racing                                  | No. 92 Porsche AG Team Manthey                 | No. 76 IMSA Performance Matmut                      | Resultados |
| 3    | Le Mans           | Allan McNish Tom Kristensen Loïc Duval             | Bertrand Baguette Martin Plowman Ricardo González  | Marc Lieb Richard Lietz Romain Dumas           | Raymond Narac Jean-Karl Vernay Christophe Bourret   | Resultados |
| 4    | Interlagos        | No. 1 Audi Sport Team Joest                        | No. 26 G-Drive Racing                              | No. 51 AF Corse                                | No. 96 Aston Martin Racing                          | Resultados |
| 4    | Interlagos        | André Lotterer Benoît Tréluyer Marcel Fässler      | Roman Rusinov Mike Conway John Martin              | Gianmaria Bruni Giancarlo Fisichella           | Jamie Campbell-Walter Stuart Hall                   | Resultados |
| 5    | Austin            | No. 2 Audi Sport Team Joest                        | No. 26 G-Drive Racing                              | No. 99 Aston Martin Racing                     | No. 96 Aston Martin Racing                          | Resultados |
| 5    | Austin            | Allan McNish Tom Kristensen Loïc Duval             | Roman Rusinov Mike Conway John Martin              | Frédéric Makowiecki Bruno Senna                | Jamie Campbell-Walter Stuart Hall                   | Resultados |
| 6    | Fuji              | No. 7 Toyota Racing                                | No. 35 OAK Racing                                  | No. 97 Aston Martin Racing                     | No. 95 Aston Martin Racing                          | Resultados |
| 6    | Fuji              | Alexander Wurz Nicolas Lapierre Kazuki Nakajima    | Bertrand Baguette Martin Plowman Ricardo González  | Darren Turner Stefan Mücke Frédéric Makowiecki | Kristian Poulsen Christoffer Nygaard Bruno Senna    | Resultados |
| 7    | Shanghái          | No. 1 Audi Sport Team Joest                        | No. 26 G-Drive Racing                              | No. 97 Aston Martin Racing                     | No. 81 8 Star Motorsports                           | Resultados |
| 7    | Shanghái          | André Lotterer Benoît Tréluyer Marcel Fässler      | Roman Rusinov Mike Conway John Martin              | Darren Turner Stefan Mücke                     | Enzo Potolicchio Rui Águas Davide Rigon             | Resultados |
| 8    | Bahrain           | No. 8 Toyota Racing                                | No. 26 G-Drive Racing                              | No. 51 AF Corse                                | No. 95 Aston Martin Racing                          | Resultados |
| 8    | Bahrain           | Sébastien Buemi Anthony Davidson Stéphane Sarrazin | Roman Rusinov Mike Conway John Martin              | Gianmaria Bruni Toni Vilander                  | Christoffer Nygaard Kristian Poulsen Nicki Thiim    | Resultados |

### Campeonatos de pilotos
Cuatro títulos fueron otorgados a los pilotos en la temporada 2013. Un Campeonato del Mundo está reservado para los pilotos LMP1 y LMP2. Una Copa del Mundo está disponible para los conductores en las categorías LMGTE. Además, dos Trofeos de Resistencia de la FIA fueron otorgados a los pilotos en las categorías LMP2 y LMGTE Am.

#### Campeonato Mundial de Resistencia de pilotos
Allan McNish, Tom Kristensen y Loïc Duval ganaron el Campeonato en las 6 Horas de Shanghái.
| Pos. | Piloto                   | Equipo                | SIL | SPA | LMS | SÃO | COA | FUJ | SHA | BHR | Puntos totales |
| ---- | ------------------------ | --------------------- | --- | --- | --- | --- | --- | --- | --- | --- | -------------- |
| 1    | Allan McNish             | Audi Sport Team Joest | 1   | 2   | 1   | 2   | 1   | 2   | 3   | Ret | 162            |
| 1    | Tom Kristensen           | Audi Sport Team Joest | 1   | 2   | 1   | 2   | 1   | 2   | 3   | Ret | 162            |
| 1    | Loïc Duval               | Audi Sport Team Joest | 1   | 2   | 1   | 2   | 1   | 2   | 3   | Ret | 162            |
| 2    | André Lotterer           | Audi Sport Team Joest | 2   | 1   | 5   | 1   | 3   | 14  | 1   | 2   | 149.25         |
| 2    | Marcel Fässler           | Audi Sport Team Joest | 2   | 1   | 5   | 1   | 3   | 14  | 1   | 2   | 149.25         |
| 2    | Benoît Tréluyer          | Audi Sport Team Joest | 2   | 1   | 5   | 1   | 3   | 14  | 1   | 2   | 149.25         |
| 3    | Anthony Davidson         | Toyota Racing         | 3   | 4   | 2   | Ret | 2   | 15  | Ret | 1   | 106.25         |
| 3    | Stéphane Sarrazin        | Toyota Racing         | 3   | 4   | 2   | Ret | 2   | 15  | Ret | 1   | 106.25         |
| 3    | Sébastien Buemi          | Toyota Racing         | 3   | 4   | 2   | Ret | 2   | 15  | Ret | 1   | 106.25         |
| 4    | Alexander Wurz           | Toyota Racing         | 4   | Ret | 4   |     |     | 1   | 2   | Ret | 69.5           |
| 4    | Nicolas Lapierre         | Toyota Racing         | 4   | Ret | 4   |     |     | 1   | 2   | Ret | 69.5           |
| 5    | Mathias Beche            | Rebellion Racing      | 6   | 6   | 13  | 3   | 4   | 3   | 4   | Ret | 63.5           |
| 6    | Nicolas Prost            | Rebellion Racing      | 5   | 5   | 12  | 3   | 4   |     | 4   | Ret | 60             |
| 7    | John Martin              | G-Drive Racing        | 12  | 11  | EX  | 4   | 5   | 5   | 5   | 3   | 53             |
| 7    | Mike Conway              | G-Drive Racing        | 12  | 11  | EX  | 4   | 5   | 5   | 5   | 3   | 53             |
| 7    | Roman Rusinov            | G-Drive Racing        | 12  | 11  | EX  | 4   | 5   | 5   | 5   | 3   | 53             |
| 8    | Nick Heidfeld            | Rebellion Racing      | 5   | 5   | 12  | 3   | 4   |     |     |     | 48             |
| 9    | Lucas di Grassi          | Audi Sport Team Joest |     | 3   | 3   |     |     |     |     |     | 45             |
| 9    | Marc Gené                | Audi Sport Team Joest |     | 3   | 3   |     |     |     |     |     | 45             |
| 9    | Oliver Jarvis            | Audi Sport Team Joest |     | 3   | 3   |     |     |     |     |     | 45             |
| 10   | Bertrand Baguette        | OAK Racing            | 10  | 10  | 7   | 5   | 11  | 4   | 7   | 6   | 44.5           |
| 10   | Martin Plowman           | OAK Racing            | 10  | 10  | 7   | 5   | 11  | 4   | 7   | 6   | 44.5           |
| 10   | Ricardo González         | OAK Racing            | 10  | 10  | 7   | 5   | 11  | 4   | 7   | 6   | 44.5           |
| 11   | David Heinemeier Hansson | OAK Racing            | 8   | 9   | 8   | 9   | 10  | 6   | 6   | 4   | 42             |
| 11   | Olivier Pla              | OAK Racing            | 8   | 9   | 8   | 9   | 10  | 6   | 6   | 4   | 42             |
| 11   | Alex Brundle             | OAK Racing            | 8   | 9   | 8   | 9   | 10  | 6   | 6   | 4   | 42             |
| 12   | Kazuki Nakajima          | Toyota Racing         |     | Ret | 4   |     |     | 1   |     | Ret | 37.5           |
| Pos. | Piloto                   | Equipo                | SIL | SPA | LMS | SÃO | COA | FUJ | SHA | BHR | Puntos totales |

| Color     | Resultado                                                               |
| --------- | ----------------------------------------------------------------------- |
| Oro       | Ganador                                                                 |
| Plata     | 2.ª plaza                                                               |
| Bronce    | 3.ª plaza                                                               |
| Verde     | Finalizó en los puntos                                                  |
| Azul      | Finalizó sin puntos                                                     |
| Azul      | NC - No clasificado                                                     |
| Violeta   | Ret - No terminó (Carrera)                                              |
| Rojo      | DNQ - No se clasificó                                                   |
| Negro     | DSQ - Descalificado                                                     |
| Blanco    | DNS - No empezó (carrera)                                               |
| Blanco    | WD - Retirado (fin de semana)                                           |
| Blanco    | C - Carrera cancelada                                                   |
| Sin color | DNP - Inscrito pero no participó                                        |
| Sin color | INJ - Lesionado                                                         |
| Sin color | EX - Excluido                                                           |
| Estado    | Resultado                                                               |
| Negrita   | Pole position                                                           |
| Cursiva   | Vuelta rápida                                                           |
| †         | Abandona, pero clasifica al completar el porcentaje requerido para ello |

#### Copa del Mundo de Resistencia para pilotos de GT
Gianmaria Bruni ganó la Copa del Mundo de Resistencia para pilotos de GT en las 6 Horas de Bahrain.
| Pos. | Piloto               | Equipo                  | SIL | SPA | LMS | SÃO | COA | FUJ | SHA | BHR | Puntos totales |
| ---- | -------------------- | ----------------------- | --- | --- | --- | --- | --- | --- | --- | --- | -------------- |
| 1    | Gianmaria Bruni      | AF Corse                | 5   | 1   | 5   | 1   | 2   | 2   | 4   | 1   | 145            |
| 2    | Giancarlo Fisichella | AF Corse                | 5   | 1   | 5   | 1   | 2   | 2   | 4   | 3   | 135            |
| 3    | Stefan Mücke         | Aston Martin Racing     | 1   | 4   | 3   | 2   | Ret | 1   | 1   | Ret | 125.5          |
| 3    | Darren Turner        | Aston Martin Racing     | 1   | 4   | 3   | 2   | Ret | 1   | 1   | Ret | 125.5          |
| 4    | Marc Lieb            | Porsche AG Team Manthey | 4   | 5   | 1   | 4   | 4   | 4   | 6   | 4   | 123            |
| 4    | Richard Lietz        | Porsche AG Team Manthey | 4   | 5   | 1   | 4   | 4   | 4   | 6   | 4   | 123            |
| 5    | Toni Vilander        | AF Corse                | 2   | 3   | 4   | Ret | 3   | 9   | 5   | 1   | 108            |
| 6    | Patrick Pilet        | Porsche AG Team Manthey | 7   | Ret | 2   | 3   | 9   | 3   | 3   | 2   | 99.5           |
| 6    | Jörg Bergmeister     | Porsche AG Team Manthey | 7   | Ret | 2   | 3   | 9   | 3   | 3   | 2   | 99.5           |
| 7    | Kamui Kobayashi      | AF Corse                | 2   | 3   | 4   | Ret | 3   | 9   | 5   | 3   | 98             |
| 8    | Bruno Senna          | Aston Martin Racing     | 1   | 2   | Ret | Ret | 1   | 5   | 2   | Ret | 94             |
| 9    | Frédéric Makowiecki  | Aston Martin Racing     | 3   | 2   | Ret |     | 1   | 1   |     |     | 73.5           |
| 10   | Romain Dumas         | Porsche AG Team Manthey | 4   | 5   | 1   |     |     |     |     |     | 72             |
| 11   | Pedro Lamy           | Aston Martin Racing     | 3   | 6   | Ret | 11  | Ret | 13  | 2   | Ret | 42.75          |
| 12   | Timo Bernhard        | Porsche AG Team Manthey | 7   | Ret | 2   |     |     |     |     |     | 42             |

#### Trofeo de resistencia FIA para pilotos de LMP2
Bertrand Baguette, Martin Plowman y Ricardo González obtuvieron el Trofeo de resistencia FIA para pilotos de LMP2 en las 6 Horas de Bahrain.
| Pos. | Piloto                   | Equipo         | SIL | SPA | LMS | SÃO | COA | FUJ | SHA | BHR | Puntos totales |
| ---- | ------------------------ | -------------- | --- | --- | --- | --- | --- | --- | --- | --- | -------------- |
| 1    | Bertrand Baguette        | OAK Racing     | 4   | 3   | 1   | 2   | 7   | 1   | 3   | 4   | 141.5          |
| 1    | Martin Plowman           | OAK Racing     | 4   | 3   | 1   | 2   | 7   | 1   | 3   | 4   | 141.5          |
| 1    | Ricardo González         | OAK Racing     | 4   | 3   | 1   | 2   | 7   | 1   | 3   | 4   | 141.5          |
| 2    | Alex Brundle             | OAK Racing     | 2   | 2   | 2   | 6   | 6   | 3   | 2   | 2   | 132.5          |
| 2    | David Heinemeier Hansson | OAK Racing     | 2   | 2   | 2   | 6   | 6   | 3   | 2   | 2   | 132.5          |
| 2    | Olivier Pla              | OAK Racing     | 2   | 2   | 2   | 6   | 6   | 3   | 2   | 2   | 132.5          |
| 3    | John Martin              | G-Drive Racing | 6   | 4   | EX  | 1   | 1   | 2   | 1   | 1   | 132            |
| 3    | Mike Conway              | G-Drive Racing | 6   | 4   | EX  | 1   | 1   | 2   | 1   | 1   | 132            |
| 3    | Roman Rusinov            | G-Drive Racing | 6   | 4   | EX  | 1   | 1   | 2   | 1   | 1   | 132            |
| 4    | Luís Pérez Companc       | Pecom Racing   | 3   | 1   | 4   | 3   | 2   | 5   | Ret | 7   | 110            |
| 4    | Nicolas Minassian        | Pecom Racing   | 3   | 1   | 4   | 3   | 2   | 5   | Ret | 7   | 110            |
| 4    | Pierre Kaffer            | Pecom Racing   | 3   | 1   | 4   | 3   | 2   | 5   | Ret | 7   | 110            |
| 5    | Tor Graves               | Delta-ADR      | 1   | Ret | Ret | Ret | 4   | 4   | 4   |     | 56             |

#### Trofeo de resistencia FIA para pilotos de LMGTE Am
Jamie Campbell-Walter y Stuart Hall aseguraron el Trofeo de resistencia FIA para pilotos de LMGTE Am en las 6 Horas de Bahrain.
| Pos. | Piloto                | Equipo                  | SIL | SPA | LMS | SÃO | COA | FUJ | SHA | BHR | Puntos totales |
| ---- | --------------------- | ----------------------- | --- | --- | --- | --- | --- | --- | --- | --- | -------------- |
| 1    | Jamie Campbell-Walter | Aston Martin Racing     | 4   | 4   | 5   | 1   | 1   | 2   | 3   | 5   | 129            |
| 1    | Stuart Hall           | Aston Martin Racing     | 4   | 4   | 5   | 1   | 1   | 2   | 3   | 5   | 129            |
| 2    | Rui Águas             | 8 Star Motorsports      | 3   | 1   | 8   | 2   | 4   | 4   | 1   | 2   | 128            |
| 2    | Enzo Potolicchio      | 8 Star Motorsports      | 3   | 1   | 8   | 2   | 4   | 4   | 1   | 2   | 128            |
| 3    | Jean-Karl Vernay      | IMSA Performance Matmut | 7   | 6   | 1   | 4   | 3   | 5   | 2   | 6   | 122            |
| 3    | Raymond Narac         | IMSA Performance Matmut | 7   | 6   | 1   | 4   | 3   | 5   | 2   | 6   | 122            |
| 4    | Kristian Poulsen      | Aston Martin Racing     | 1   | 2   | Ret | Ret | 2   | 1   | Ret | 1   | 104.5          |
| 4    | Christoffer Nygaard   | Aston Martin Racing     | 1   | 2   | Ret | Ret | 2   | 1   | Ret | 1   | 104.5          |
| 5    | Julien Canal          | Larbre Compétition      | 2   | 3   | 4   | 6   | 6   | 8   | 5   | 4   | 97             |
| 5    | Patrick Bornhauser    | Larbre Compétition      | 2   | 3   | 4   | 6   | 6   | 8   | 5   | 4   | 97             |

### Campeonatos de constructores

#### Campeonato Mundial de Resistencia para constructores
| Pos. | Constructor | SIL | SPA | LMS | SÃO | COA | FUJ | SHA | BHR | Puntos totales |
| ---- | ----------- | --- | --- | --- | --- | --- | --- | --- | --- | -------------- |
| 1    | Audi        | 1   | 1   | 1   | 1   | 1   | 2   | 1   | 2   | 207            |
| 2    | Toyota      | 3   | 3   | 2   | Ret | 2   | 1   | 2   | 1   | 142.5          |

#### Copa del Mundo de Resistencia de constructores de GT
| Pos. | Constructor  | SIL | SPA | LMS | SÃO | COA | FUJ | SHA | BHR | Puntos totales |
| ---- | ------------ | --- | --- | --- | --- | --- | --- | --- | --- | -------------- |
| 1    | Ferrari      | 2   | 1   | 4   | 1   | 2   | 2   | 4   | 1   | 255            |
| 1    | Ferrari      | 5   | 2   | 5   | 6   | 3   | 8   | 5   | 3   | 255            |
| 2    | Aston Martin | 1   | 3   | 3   | 2   | 1   | 1   | 1   | 5   | 246.5          |
| 2    | Aston Martin | 3   | 5   | 8   | 5   | 5   | 5   | 2   | 8   | 246.5          |
| 3    | Porsche      | 4   | 4   | 1   | 3   | 4   | 3   | 3   | 2   | 230.5          |
| 3    | Porsche      | 7   | 9   | 2   | 4   | 7   | 4   | 6   | 4   | 230.5          |

### Campeonatos de equipos

#### Trofeo de resistencia FIA para equipos privados LMP1
El Trofeo de resistencia FIA para equipos privados LMP1 estaba abierto sólo a equipos privados que compiten en LMP1 sin el apoyo de un fabricante. Tras la retirada de Strakka Racing a mediados de la temporada, Rebellion Racing fue el único equipo en completar el campeonato.
| Pos. | Auto | Equipo           | SIL | SPA | LMS | SÃO | COA | FUJ | SHA | BHR | Puntos totales |
| ---- | ---- | ---------------- | --- | --- | --- | --- | --- | --- | --- | --- | -------------- |
| 1    | 12   | Rebellion Racing | 1   | 1   | 2   | 1   | 1   | 1   | 1   | Ret | 173.5          |
| 2    | 21   | Strakka Racing   | Ret | 2   | 1   |     |     |     |     |     | 68             |

#### Trofeo de resistencia de la FIA para equipos LMP2
El Trofeo para los Equipos LMP2 fue ganado por el auto No. 35 del OAK Racing en las 6 Horas de Bahrain.
| Pos. | Auto | Equipo                  | SIL | SPA | LMS | SÃO | COA | FUJ | SHA | BHR | Puntos totales |
| ---- | ---- | ----------------------- | --- | --- | --- | --- | --- | --- | --- | --- | -------------- |
| 1    | 35   | OAK Racing              | 4   | 3   | 1   | 2   | 7   | 1   | 3   | 4   | 141.5          |
| 2    | 24   | OAK Racing              | 2   | 2   | 2   | 5   | 6   | 3   | 2   | 2   | 134.5          |
| 3    | 26   | G-Drive Racing          | 6   | 4   | EX  | 1   | 1   | 2   | 1   | 1   | 132            |
| 4    | 49   | Pecom Racing            | 3   | 1   | 3   | 3   | 2   | 5   | Ret | 6   | 118            |
| 5    | 41   | Greaves Motorsport      | 5   | DNS | 4   | 4   | 4   |     | 5   | 3   | 81             |
| 6    | 25   | Delta-ADR               | 1   | Ret | Ret | Ret | 4   | 4   | 4   | 5   | 66             |
| 7    | 32   | Lotus                   | NC  | 5   | Ret | Ret | 3   | 6   | 6   | Ret | 37             |
| 8    | 31   | Lotus                   | Ret | 6   | Ret | Ret | Ret | 7   | Ret | Ret | 11             |
| 9    | 28   | Gulf Racing Middle East |     | 7   | Ret |     |     |     |     |     | 6              |

#### Trofeo de resistencia de la FIA para los equipos de LMGTE Pro
El Trofeo de Equipos LMGTE Pro fue ganado por el auto No. 51 del AF Corse en las 6 Horas de Bahrain.
| Pos. | Auto | Equipo                  | SIL | SPA | LMS | SÃO | COA | FUJ | SHA | BHR | Puntos totales |
| ---- | ---- | ----------------------- | --- | --- | --- | --- | --- | --- | --- | --- | -------------- |
| 1    | 51   | AF Corse                | 5   | 1   | 5   | 1   | 2   | 2   | 4   | 1   | 145            |
| 2    | 97   | Aston Martin Racing     | 1   | 3   | 3   | 2   | Ret | 1   | 1   | Ret | 128.5          |
| 3    | 92   | Porsche AG Team Manthey | 4   | 4   | 1   | 4   | 4   | 4   | 6   | 4   | 126            |
| 4    | 91   | Porsche AG Team Manthey | 6   | Ret | 2   | 3   | 5   | 3   | 3   | 2   | 109.5          |
| 5    | 71   | AF Corse                | 2   | 2   | 4   | Ret | 3   | 5   | 5   | 3   | 105            |
| 6    | 99   | Aston Martin Racing     | 3   | 5   | Ret | Ret | 1   | 6   | 2   | Ret | 74             |

#### Trofeo de resistencia de la FIA para los equipos de LMGTE Am
El coche No. 81 del 8 Star Motorsports ganó el trofeo para los equipos de LMGTE Am en las 6 Horas de Bahrain.
| Pos. | Auto | Equipo                  | SIL | SPA | LMS | SÃO | COA | FUJ | SHA | BHR | Puntos totales |
| ---- | ---- | ----------------------- | --- | --- | --- | --- | --- | --- | --- | --- | -------------- |
| 1    | 81   | 8 Star Motorsports      | 3   | 1   | 6   | 2   | 4   | 4   | 1   | 2   | 136            |
| 2    | 96   | Aston Martin Racing     | 4   | 4   | 4   | 1   | 1   | 2   | 3   | 5   | 133            |
| 3    | 76   | IMSA Performance Matmut | 7   | 6   | 1   | 4   | 3   | 5   | 2   | 6   | 122            |
| 4    | 95   | Aston Martin Racing     | 1   | 2   | Ret | Ret | 2   | 1   | Ret | 1   | 104.5          |
| 5    | 50   | Larbre Compétition      | 2   | 3   | 3   | 6   | 6   | 8   | 5   | 4   | 103            |
| 6    | 88   | Proton Competition      | 5   | 5   | 5   | 3   | 5   | 3   | 4   | Ret | 84.5           |
| 7    | 61   | AF Corse                | 8   | 8   | 2   | Ret | 7   | 7   | 6   | 3   | 76             |
| 8    | 57   | Krohn Racing            | 6   | 7   | Ret | 5   | 8   | 6   | Ret | Ret | 32             |